# Тяжёлая атлетика на Играх доброй воли 1986
Соревнования по тяжёлой атлетике в рамках Игр доброй воли 1986 года прошли в Москве 18-20 июля во Дворце спорта «Измайлово».

### Медалисты
| Дисциплины   | Золото                   | Золото    | Серебро                      | Серебро   | Бронза                       | Бронза    |
| до 100 кг    | до 100 кг                | до 100 кг | до 100 кг                    | до 100 кг | до 100 кг                    | до 100 кг |
| ------------ | ------------------------ | --------- | ---------------------------- | --------- | ---------------------------- | --------- |
| Рывок        | Владим Нуци · СР Румыния | 187,5 кг  | Юрий Дандик · СССР           | 187,5 кг  | Руслан Балаев · СССР         | 185 кг    |
| Толчок       | Руслан Балаев · СССР     | 227,5 кг  | Нику Влад · СР Румыния       | 222,5 кг  | Пётр Круковски · Польша      | 220,0 кг  |
| Сумма        | Руслан Балаев · СССР     | 412,5 кг  | Нику Влад · СР Румыния       | 410,0 кг  | Юрий Дандик · СССР           | 405,0 кг  |
| до 110 кг    |                          |           |                              |           |                              |           |
| Рывок        | Юрий Захаревич · СССР    | 187,5 кг  | Антон Бараняк · Чехословакия | 182,5 кг  | Норберто Обербургер · Италия | 177,5 кг  |
| Толчок       | Юрий Захаревич · СССР    | 230,0 кг  | Антон Бараняк · Чехословакия | 225,0 кг  | Норберто Обербургер · Италия | 215,0 кг  |
| Сумма        | Юрий Захаревич · СССР    | 417,5 кг  | Антон Бараняк · Чехословакия | 407,5 кг  | Норберто Обербургер · Италия | 392,5 кг  |
| свыше 110 кг |                          |           |                              |           |                              |           |
| Рывок        | Леонид Тараненко · СССР  | 202,5 кг  | Александр Гуняшев · СССР     | 200,0 кг  | Роберт Сколимовский · Польша | 177,5 кг  |
| Толчок       | Леонид Тараненко · СССР  | 245,0 кг  | Александр Гуняшев · СССР     | 235,0 кг  | Роберт Сколимовский · Польша | 220,0 кг  |
| Сумма        | Леонид Тараненко · СССР  | 447,5 кг  | Александр Гуняшев · СССР     | 435,0 кг  | Роберт Сколимовский · Польша | 397,5 кг  |